# انغا ألسينا
انغا ألسينا (باللاتفية: Inga Alsiņa)‏ هي ممثلة لاتفية، ولدت في 18 سبتمبر 1979 بسسيس في لاتفيا.

## وصلات خارجية
- انغا ألسينا على موقع IMDb (الإنجليزية)
- انغا ألسينا على موقع قاعدة بيانات الفيلم (الإنجليزية)